# 大原尚喜
大原 尚喜（おおはら　なおき、1973年1月15日 -）は静岡県出身の日本の柔道家。現役時代は95kg級の選手。身長187cm。

## 人物
東海大第一中学から東海大第一高校へ進むと、3年の時にはインターハイの軽重量級に出場するが予選リーグで敗れた。新人体重別の95kg級では3位となった。1991年に東海大学へ進むと、1年の時には新人体重別で3位となった。3年の時には正力杯に出場すると、福岡大学3年で190cmの宗真一郎との国内のこの階級では珍しい190cm前後の選手同士による決勝となり、谷落で破って優勝を飾った。優勝大会では3位となった。4年の時には正力杯では決勝で筑波大学4年の湊谷知幹を崩袈裟固で破って2連覇を達成したが、優勝大会では3位だった。世界学生では優勝を飾った。1995年には東洋水産の所属となると、実業個人選手権で2位になった。1997年には86kg級で2位、1998年には90kg級で2位となった。1999年には体重別で決勝まで進むが、新日鉄の吉田秀彦に敗れて2位だった。2000年の講道館杯でも決勝まで進むが、新日鉄の飛塚雅俊に敗れて2位にとどまった。引退後は戸塚高校、南高校、新居高校を歴任した後に、小笠高校の保健科の教員となった。

## 主な戦績
95kg級での戦績
- 1990年 -　新人体重別　3位
- 1991年 -　新人体重別　3位
- 1993年 -　正力杯 優勝
- 1993年 -　優勝大会 3位
- 1993年 -　スペイン国際　2位
- 1994年 -　正力杯　優勝
- 1994年 -　優勝大会 3位
- 1994年 -　世界学生　優勝
- 1995年 -　実業個人選手権 2位
- 1997年 -　実業個人選手権　2位(86kg級)

90kg級での戦績
- 1998年 -　実業個人選手権　2位
- 1999年 -　体重別　2位
- 2000年 -　講道館杯　2位

(出典、JudoInside.com)